# 格林貝格峰

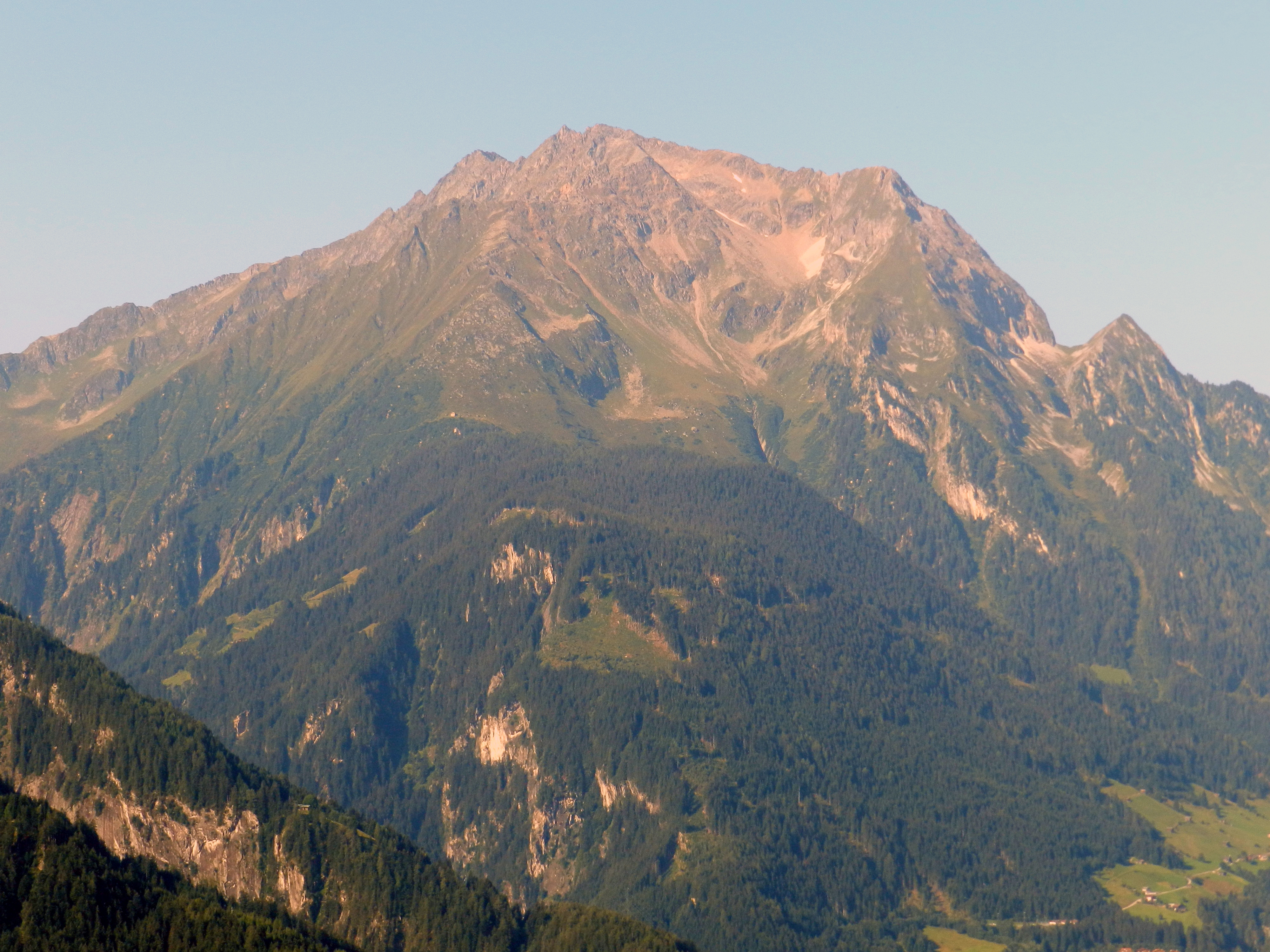

47°7′0″N 11°46′0″E / 47.11667°N 11.76667°E
格林貝格峰（德語：Grinbergspitzen），是奧地利的山峰，位於該國西部，由蒂羅爾州負責管轄，屬於齊勒塔爾阿爾卑斯山脈的一部分，海拔高度2,884米，人類在1877年首次登頂。